# Liste chinesischer Meere
Dies ist eine Liste chinesischer Meere. Sie enthält neben den "Vier großen Meeren" auch Meeresstraßen, Golfe und Meeresbuchten.
Vier große Meere
- Bohai-Meer 渤海
- Gelbes Meer 黄海
- Ostchinesisches Meer 东海
- Südchinesisches Meer 南海

Meeresstraßen
- Bohai-Straße 渤海海峡
- Qiongzhou-Straße (Hainan-Straße) 琼州海峡
- Taiwan-Straße 台湾海峡

Golfe/große Meeresbuchten
- West-Koreagolf 西朝鲜湾
- Hangzhou-Bucht 杭州湾
- Golf von Tonkin (Beibu Wan) 北部湾
- Liaodong-Golf 辽东湾
- Bohai-Bucht 渤海湾
- Laizhou-Golf 莱州湾
- Lingdingyang 伶仃洋

Meeresbuchten
- Jiaozhou Wan (Kiautschou-Bucht) 胶州湾
- Haizhou Wan 海州湾
- Xiangshan Wan 象山湾
- Xinghua Wan 兴化湾
- Meizhou Wan 湄州湾
- Daya Wan 大亚湾
- Sanmen Wan 三门湾
- Shiziyang 獅子洋